# Американська готика
«Американська готика» (англ. American Gothic) — картина американського художника Гранта Вуда, написана в 1930 році. Є одним із найбільш упізнаваних образів в американському мистецтві XX століття. Представлена в колекції Художнього інституту в Чикаго.

## Сюжет
На картині зображений фермер з дочкою на тлі будинку, побудованого в стилі теслярської готики (англ. Carpenter Gothic). У правій руці фермера вила, які він тримає в міцно стисненому кулаці так, як зазвичай тримають зброю. Вуду вдалося передати непривабливість батька і дочки — щільно стиснуті губи і важкий зухвалий погляд батька, його лікоть, виставлений перед дочкою, її стягнуте волосся лише з одним вільним локоном, трохи повернена в сторону батька голова і очі, повні образи чи обурення. Дочка одягнена у фартух, який вже вийшов із моди. За спогадами сестри художника, вона на його прохання нашила на фартух характерне окантування зі старого одягу матері. Фартух з такою ж самою окантовкою зустрічається на іншій картині Вуда — «Жінка з рослинами», що являє собою портрет матері художника.
Шви на одязі фермера нагадують вила в його руці. Контур вил можна побачити також і у вікнах будинку на задньому плані. За спиною жінки видно горщики з квітами (також нагадують вила) і шпиль церкви вдалечині, а позаду чоловіка стоїть комора на підпорах. Композиція картини нагадує американські фотографії кінця XIX століття. Пуританська стриманість персонажів багато в чому відповідає реалізму, характерному для європейської течії 1920-х років під назвою «Нова об'єктивність», з якою Вуд познайомився під час поїздки в Мюнхен.

## Історія створення

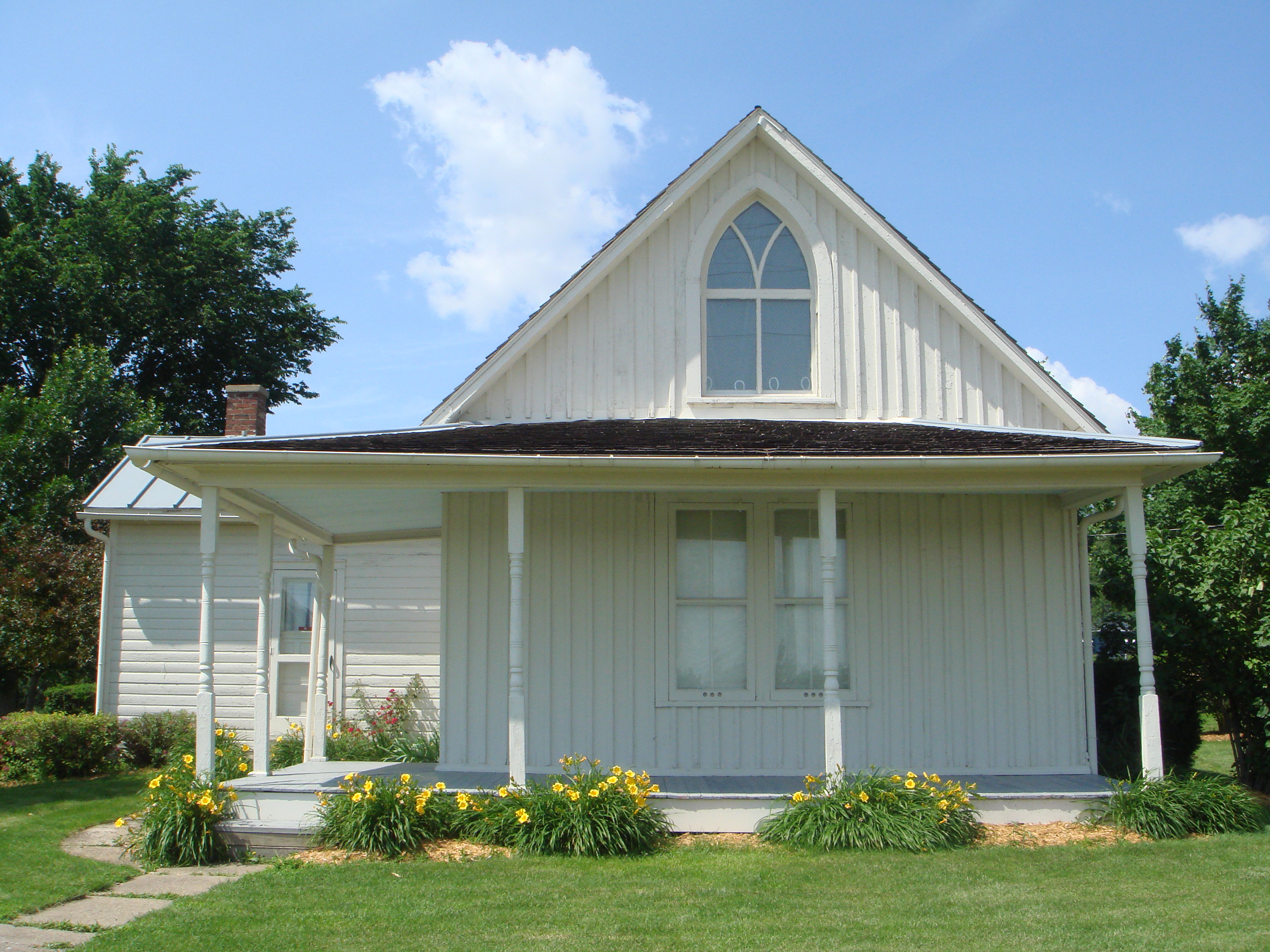
Будинок-прототип «Американської готики»

У 1930 році в місті  Елдон штату Айова Грант Вуд зауважив маленький білий будиночок у стилі теслярської готики. Він захотів зобразити цей будинок і людей, які, на його думку, могли б у ньому жити. Сестра художника   Нен  слугувала моделлю для дочки фермера, а моделлю для самого фермера став Байрон МакКібі (англ. Byron McKeeby), зубний лікар художника з міста Сідар-Рапідс, штат Айова. Вуд зображував будинок і людей окремо, сцени, як ми її бачимо на картині, ніколи насправді не існувало.
Вуд представив «Американську готику» на конкурсі в Чиказькому Інституті Мистецтв. Судді оцінили її як «гумористичну валентинку», але хоронитель музею переконав їх видати автору приз сумою в 300 доларів і переконав Інститут Мистецтв придбати картину, де вона залишається і досі. Незабаром картину надрукували в газетах Чикаго, Нью-Йорка, Бостона, Канзас-Сіті та Індіанаполіса. Однак після публікації в газеті міста Седар-Рапідс виникла негативна реакція. Жителі Айови були розгнівані тим, як художник їх зобразив. Одна фермерка навіть погрожувала відкусити Вуду вухо. Грант Вуд виправдовувався, що хотів зробити не карикатуру на жителів Айови, а збірний портрет американців. Сестра Вуда, ображена тим, що на картині її можна прийняти за дружину людини вдвічі старшої неї самої, почала стверджувати, що «Американська готика» зображує батька з дочкою, однак цей момент сам Вуд ніяк не коментував. Критики Гертруда Стайн і Крістофер Морлі вважали, що картина є сатирою на сільське життя маленьких американських містечок. «Американська готика» була частиною чимраз більшої в той час тенденції критичного зображення сільської Америки, що знайшла відбиття також у книгах «Вайнсбург, Огайо» Шервуда Андерсона, «Головна вулиця» Сінклера Льюїса та ін. З іншого боку, Вуда звинувачували і в ідеалізації антипатії до цивілізації і запереченні прогресу, урбанізації і т. ін.
Однак у часи Великої депресії ставлення до картини змінилося. Вона почала розглядатися як зображення непохитного духу американських першопрохідців.